# 양평누리체육공원 보조경기장
양평누리체육공원 보조경기장(楊坪누리體育公園補助競技場, Yangpyeong Nuri Sprts Park Auxiliary Stadium)은 대한민국 서울특별시에 있는 스포츠 시설이다. 인조잔디 필드가 갖춰진 경기장이며, 1996년에 준공되었다.

## 참고 문헌
- “양평누리체육공원 보조경기장”. 영등포구시설관리공단.
- 《2023 전국 공공체육시설 현황 (2022년 12월말 기준)》. 대한민국 문화체육관광부. 2024.

## 같이 보기
- 양평누리체육공원